# Begonia giganticaulis
Begonia giganticaulis — вид рослин із родини бегонієвих (Begoniaceae). Належить до секції Begonia sect. Platycentrum.

## Морфологічна характеристика
Морфологічно B. giganticaulis здебільшого подібний до B. longifolia та B. acetosella, але чітко відрізняється від першого переважно дводомними та більш високими рослинами, рідкими волосками на абаксіальних жилках, більш довгим суцвіттям, унікальною формою плодів і відрізняється від останнього переважно тим, що його час цвітіння більш пізній і тривалий, жіночі квітки мають 6 листочків оцвітини і зав'язь 3-частинна. Філогенетичний аналіз також підтверджує відокремлення нового виду від інших таксонів. На підставі поточних даних, його природоохоронний статус відповідає категорії EN.

## Поширення
Вид описаний з південного Тибету.

## Етимологія
Видовий епітет стосується величезного (дуже високого й товстого стебла) розміру рослини нового виду, який є найвищою бегонією в Азії.